# 中国人民解放军沈阳军区守备第十一师
沈阳军区守备第十一师（英語：11th Garrison Division of Shenyang Military District）是中国人民解放军陆军曾经的一个守备师。

## 历史
1947年6月，国民革命军暂编第五十八师在辽宁营口成立，师长王家善。1948年2月宣布起义加入中国人民解放军，为辽东军区独立第八师、第五师。
1948年11月，连同其他解放军部队一同整编，更改番号为中国人民解放军第一六七师。1949年7月划入同为国军起义部队的第五十军，为第一五〇师，参加鄂西战役、成都战役。1950年10月入朝，参加了抗美援朝第1、2、3、4次战役。共歼敌4,517人，曾于1951年4月回国，6月再次入朝，1955年4月回国，恢复中国人民解放军第一五〇师番号。1960年4月改称陆军第一五〇师，1964年12月改编为辽宁省军区独立师，1982年由辽宁省调内蒙古自治区赤峰，改编为赤峰守备区守备第十一师，1992年随赤峰守备区撤编。

## 沿革
参考资料：
| 部隊番號                 | 使用時期             |
| 国军时期                 | 国军时期             |
| ------------------------ | -------------------- |
| 国民革命军暂编第五十八师 | 1947年6月-1948年2月  |
| 解放军时期               |                      |
| 辽东军区独立第八师       | 1948年2月-1948年6月  |
| 辽东军区独立第五师       | 1948年6月-1948年11月 |
| 中国人民解放军第一六七师 | 1948年11月-1949年8月 |
| 中国人民解放军第一五〇师 | 1949年8月-1960年1月  |
| 陆军第一五〇师           | 1960年1月-1964年12月 |
| 辽宁省军区独立师         | 1964年12月-1982年4月 |
| 沈阳军区守备第十一师     | 1982年4月-1992年10月 |